# یوروکاپتر ایی‌سی۱۴۵
یوروکوپتر ئی‌سی۱۴۵ (به انگلیسی: Eurocopter EC145) یک بالگرد ساختِ کارخانهٔ ایرباس هلیکوپترز است که در سال ۱۹۹۹ ساخته شد. این بالگرد برای نخستین بار در ۱۲ ژوئن ۱۹۹۹ میلادی مورد استفاده قرار گرفت.